# Highlands (Carolina del Nord)
Highlands è un comune degli Stati Uniti d'America, situato in Carolina del Nord, diviso tra la contea di Macon e la contea di Jackson.